# 矢口祐人
矢口 祐人（やぐち ゆうじん、1966年 - ）は、日本のアメリカ文化学者。東京大学副学長、東京大学グローバル教育センター長。東京大学大学院情報学環教授。

## 経歴
北海道札幌市白石区生まれ。父は英文学者の矢口以文。キリスト教のメノナイトの家庭で育つ。小学校5年生のときに10カ月間、米国ニューヨーク州バッファロー郊外のトナワンダに住む。
北海道札幌南高等学校卒業後、北海道大学に入学。大学3年次に中退し、米国インディアナ州ゴーシェンのゴーシェン大学に編入。1989年、同大学卒業（English専攻、TESOL副専攻）。1991年、ウィリアム・アンド・メアリー大学大学院修士課程修了。
1995年、北海道大学言語文学部専任講師。1998年、東京大学大学院総合文化研究科助教授。1999年、博士号取得（ウィリアム・アンド・メアリー大学）。2007年、東京大学大学院総合文化研究科准教授。2011年、『憧れのハワイ 日本人のハワイ観』でヨゼフ・ロゲンドルフ賞受賞。2013年、東京大学大学院総合文化研究科教授。2019年より、東京大学大学院情報学環教授。2022年、東京大学副学長（グローバル教育推進）。2023年、東京大学グローバル教育センターセンター長。

## 著書
- 『ハワイの歴史と文化 悲劇と誇りのモザイクの中で』中公新書 2002 ISBN 978-4121016447
- 『ハワイとフラの歴史物語 踊る東大助教授が教えてくれた』 イカロス出版 素敵なフラスタイル選書 2005
- 『憧れのハワイ 日本人のハワイ観』中央公論新社 2011 ISBN 978-4120041921
第27回ヨゼフ・ロゲンドルフ賞受賞作品
- 『ハワイ王国 カメハメハからクヒオまで』イカロス出版 素敵なフラスタイル選書 2011 ISBN 978-4863204768
- 『奇妙なアメリカ　神と正義のミュージアム』新潮選書 2014 ISBN 978-4106037511
- 『なぜ東大は男だらけなのか』集英社新書[2] 2024 ISBN 978-4087213034

## 共著
- 『現代アメリカのキーワード もうひとつのハワイガイド』吉原真里共編著 中公新書 2006
- 『入門ハワイ・真珠湾の記憶』森茂岳雄・中山京子 明石書店 2007
- 『真珠湾を語る 歴史・記憶・教育』森茂岳雄・中山京子共編 東京大学出版会 2011
- 『東大塾 現代アメリカ講義　トランプのアメリカを読む』東京大学出版会 2020

## 翻訳
- サラ・M.エヴァンズ『アメリカの女性の歴史 自由のために生まれて』小檜山ルイ,竹俣初美,宇野知佐子共訳 明石書店 1997
- アリス・ベーコン『明治日本の女たち』砂田恵理加共訳 みすず書房 (大人の本棚)　2003
- Desoto Brown/Linda Arthur『アロハシャツの魅力』砂田恵理加共訳 アップフロントブックス 2005